# Лонкі-Звястове
Лонкі-Звястове (пол. Łąki Zwiastowe) — село в Польщі, у гміні Бонево Влоцлавського повіту Куявсько-Поморського воєводства.
Населення — 110 осіб (2011).
У 1975-1998 роках село належало до Влоцлавського воєводства.

## Демографія
Демографічна структура станом на 31 березня 2011 року:
|          | Загалом | Допрацездатний вік | Працездатний вік | Постпрацездатний вік |
| -------- | ------- | ------------------ | ---------------- | -------------------- |
| Чоловіки | 57      | 14                 | 34               | 9                    |
| Жінки    | 53      | 13                 | 29               | 11                   |
| Разом    | 110     | 27                 | 63               | 20                   |